# ロックデール寺院
ロックデール寺院（ロックデールじいん、英: Rockdale Temple）は別名:Kahal Kadosh Bene Israel（19世紀の綴りはK. K. Benai Israel）といい、アレゲーニー山脈の西にある最古のユダヤ教信徒団、オハイオ州で最古の信徒団、アメリカ合衆国で2番目に古いアシュケナジム信徒団、およびアメリカ合衆国で最古のシナゴーグのひとつである。オハイオ州のハミルトン郡シンシナティ郊外にあるアンバーリー村に位置しており、クロス・カウンティ・ハイウェイを経由してI-71（14番出口）とI-75（10番出口）の双方から容易に行きやすくなっている。

## 歴史

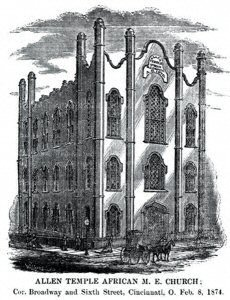
1852年建設のアレン・テンプル・AME教会を象った1874年制作の版画作品

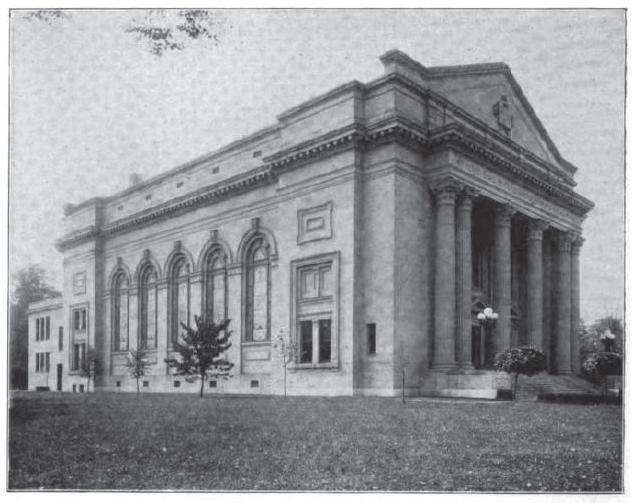
シンシナティ出身の建築家であるルドルフ・タイティグ設計によるシンシナティの旧K. K. バネ・イスラエル寺院

1824年、のちに国境の町となるシンシナティに信徒団は設立され、バネ・イスラエル寺院信徒団は正式に組織された。組織に参加したのはソロモン・バッキンガム、デイヴィッド・I・ジョンソン、ジョセフ・ジョナス、サミュエル・ジョナス、ジョナス・レヴィ、モーリス・モーゼス、フィニアス・モーゼス、ソロモン・モーゼス、およびモーリス・サイモンズの面々である。信徒の中でイングランドから移住してきたのは主としてイベリア系ユダヤ人であった。1830年1月8日、オハイオ州議会は信徒団に設立許可証を与えた。
シナゴーグの必要性を認識した指導者達は建物建設のための資金調達に努めた。1836年、シックスス・アンド・ブロードウェイに最初のシナゴーグを建設した。1852年には同じ場所にもう1つのシナゴーグが建てられたが、その建物は1870年にアレン・テンプル・AME教会に売却された。
1869年8月27日、信徒団はエイトス・アンド・マウンド街に壮麗な建築物を奉納した。
1906年、信徒団はシンシナティ出身の建築家であるルドルフ・タイティグ（1877年-1958年）設計の新古典主義建築様式寺院であるロックデール寺院に移転した。1906年竣工のこの建物はもはや現存していない。
1969年以降、信徒団はオハイオ州アンバーリー村のリッジ街8501番地にある新しいシナゴーグで礼拝を行っている。ピアニストのデイヴ・ブルーベック作曲のカンタータ「The Gate of Justice」（1969年）は新しくなったロックデール寺院で行われた最初の公演であった。
31年間に渡り、朗読者もしくは朗詠者が礼拝を執り行ってきた。1855年にマックス・リリエンタール博士が初代常任ラビに選出された。リリエンタール博士の指導の下、それまでの正統派礼拝に多くの改革が導入された上に信徒団は改革運動の始まりに積極的に携わった。その時代以降、9名のラビが誕生している。現在ではメレディス・カアン祭司が礼拝を執り行っている。
1882年から1888年まで、英国人のラファエル・ベンジャミンが信徒団のラビを務めた。
長年に渡る信徒団の歴史を通じて、高名な祭司達を有能な人材や指導者に依存してきた。助手や年上のラビに限らず、とりわけ女性達が信徒団の団長として奉仕しながら貢献するようになった。さらに祭司と会員達がユダヤ人における共同社会活動や一般的な共同体に参加するようになった。

## 今日の信徒団
変化と発展を必要とする革新的な精神と認識は信徒団の目標であると見なされている。そこには多様な会員に対する奉仕活動というのがある。信徒団は宗教学校の他にシンシナティ・リフォーム・ユダヤ・ハイスクールにも出席している。修道女会（ユダヤ教改革派の女性）、信徒会や若者のグループが信徒達の生活を向上させる活動を促進している。様々な大人教育プログラムが提供されており、夜間クラスでは多くの問題に取り組んでいる。1969年、信徒団はオハイオ州アンバーリー村のリッジ街8501番地に新たなシナゴーグを建てた。
ロックデール寺院はアメリカ合衆国にいるユダヤ教改革派の最前線であり続けるとともに、ユダヤ教改革派連合やヘブライ・ユニオン・カレッジの設立信徒団のひとつである。
182年間の歴史の中で、9名の祭司が宗教指導者として名を連ねている。祭司のシグマ・フェイ・コランは2004年から2020年まで礼拝を執り行った。
ロックデール寺院の祭司、教育者、スタッフ、および平信徒指導者が指導役を務めた上で、自分自身でユダヤ教における充実した表現を生み出すことを信徒達に教授している。多様な信徒達の要望に合わせたプログラム選択を提供したり、生涯学習の重要性を強調している。